# Alfred Jeanroy
Alfred Jeanroy (Mangiennes, Mosa, Lorena, 5 de juliol de 1859 - Saint-Jean, Haute-Garonne, 13 de març de 1953) fou un romanista i occitanista francès.

## Vida
Jeanroy va estudiar a l'École pratique des hautes études amb Gaston Paris i Paul Meyer. Va fer les proves d'agregació i va ser professor d'institut en diverses localitats (Troyes, Besançon, París). El 1889 va obtenir l'habilitació a la Universitat de Poitiers amb dues tesis intitulades Les origines de la poésie lyrique en France au Moyen âge. Etudes de littérature française et comparée suivies de textes inédits (Paris 1889; reeditada els anys 1904, 1927, 1969) i De nostratibus Medii Aevi poetis qui primum lyrica Aquitaniae carmina imitati sint (Paris 1889), sobre l'adaptació de la poesia trobadoresca pels trouvères. Aquest mateix any fou professor a la Universitat de Poitiers i de 1889 fins a 1909 a la Universitat de Tolosa, com a successor d'Antoine Thomas. De 1909 a 1934 va ser professor de "llengües i literatures del sud d'Europa" a la Sorbona, on succeí Claude Fouriel, i també fou director d'estudis a l'École pratique des hautes études.
Des de 1922 fou membre de l'Académie des inscriptions et belles-lettres. Des de 1945 fou membre corresponent de l'Institut d'Estudis Catalans i des de 1948 de la Reial Acadèmia de Bones Lletres de Barcelona.
Fou president del consell de redacció de la revista Annales du Midi.
La seva recerca, de més de 600 títols, se centrà en la poesia trobadoresca, fent tant estudis com edicions de diversos autors (Guilhem de Peitieu, Cercamon, Jaufré Rudel, Uc de Saint-Circ). També es dedicà a la literatura francesa medieval i al teatre medieval. Es pot destacar l'obra clàssica La poésie lyrique des troubadours.

## Obra

### Com a editor de textos
- (amb Gaston Paris), Extraits des chroniqueurs français: Villehardouin, Joinville, Froissart, Comines. París, 1892
- (amb Henri Teulié), Mystères provençaux du quinzième siècle. Tolosa, 1893 [reeditat 1971]
- (amb Henri Guy), Chansons et dits artésiens du XIIIe siècle. Bordeus,1898 [reeditat 1976]
- (amb Louis Brandin i Pierre Aubry), Lais et descorts français du XIIIe siècle. París 1901 [reeditat 1975]
- (amb Alphonse Vignaux), Voyage au purgatoire de St Patrice. Visions de Tindal et de St Paul. Textes languedociens du quinzième siècle. Tolosa, 1903
- (amb Jean-Jacques Salverda de Grave), Poésies de Uc de Saint-Circ. Tolosa, 1913
- Les chansons de Guillaume IX, duc d'Aquitaine (1071–1127). París,1913 [reeditat 1927]
- Les Joies du Gai Savoir. Recueil de poésies couronnées par le consistoire de la Gaie Science (1324–1484). Tolosa/París 1914
- Les chansons de Jaufré Rudel. París 1915 [reeditat 2007]
- (amb Arthur Långfors), Chansons satiriques et bachiques du XIIIe siècle. Paris, 1921 [reeditat 1974]
- Les poésies de Cercamon. París, 1922
- Jongleurs et troubadours gascons. Paris, 1923 [reeditat 1957]
- La geste de Guillaume Fièrebrace et de Rainouart au Tinel, d'après les poèmes des XIIe et XIIIe siècles. Paris, 1924
- Le théâtre religieux en France du XIe au XIIe siècles. Introduction et traductions. París, 1924
- Le jeu de Saint Nicolas par Jean Bodel, trouvère artésien du XIIIe siècle. París 1925 [reeditat 1982]
- Anthologie des troubadours, XIIe-XIIIe siècles. París 1927 [reeditat 1974]
- Le jeu de sainte Agnès. Drame provençal du XIVe siècle. París, 1931
- Oeuvres de François Villon. París, 1934

### Com a autor
- (amb Aimé Puech), Histoire de la littérature latine. París, 1891
- La Lirica francese in Italia nel periodo delle origini. Florència, 1897
- Giosuè Carducci, l'homme et le poète. París, 1911
- Bibliographie sommaire des chansonniers provençaux. Manuscrits et éditions. París, 1916 [reeditat 1971]
- Bibliographie sommaire des chansonniers français du Moyen âge. Paris 1918, [reeditat 1965]
- La poésie lyrique des troubadours. 2 volums, Tolosa/París. 1934–1935 [diverses reedicions 1973, 1998]
- Histoire sommaire de la poésie occitane. Des origines à la fin du XVIIIe. Tolosa/París, 1945 [reeditat 1973]
- (amb Joseph Bédier i François Picavet), Histoire des lettres. Premier volume. Des origines à Ronsard. Paris 1921 (Histoire de la nation française, editada per Gabriel Hanotaux, 12, 1)